# Amphithea (Tochter des Pronax)
Amphithea (altgriechisch Ἀμφιθέα) ist eine Gestalt der griechischen Mythologie.
Amphithea war laut der Genealogie des sagenhaften Geschlechts der Abantiaden eine Tochter von Pronax, einem Sohn des Königs Talaos von Argos. Damit war sie eine Schwester des Lykurgos. Sie heiratete ihren Onkel Adrastos, König von Argos, und wurde die Mutter der Argeia, Deïpyle und Aigialeia sowie des Aigialeus und Kyanippos.